# 愛媛日野自動車
愛媛日野自動車株式会社（えひめひのじどうしゃ）は、愛媛県松山市に本社を置く日野自動車のディーラーである。愛媛県内を販売エリアとし、日野ブランドのトラック･バスを取り扱っている。
伊予鉄グループの100％子会社である。そのため、伊予鉄バスの保有するバスは全て日野自動車製に統一されている。

## 沿革
- 1950年（昭和25年）5月 - 伊豫鉄道株式会社自動車部より独立。 伊豫鉄道初の子会社として、松山市湊町に愛媛・香川の両県を販売地域とする四国日野ヂーゼル販売株式会社を設立。
- 1952年（昭和27年）4月 - 販売地域の内、香川県を分離。
- 1953年（昭和28年）1月 - 旅行斡旋業を開始（伊予鉄観光社、現・伊予鉄トラベルの前身）。
- 1955年（昭和30年）4月 - 愛媛日野ヂーゼル株式会社に商号変更。
- 1959年（昭和34年）11月 - 愛媛日野自動車株式会社に商号変更。
- 1967年（昭和42年）4月 - 営業部の組織を大幅に変更し、本格的にトラック・バスの販売を開始。
- 1970年（昭和45年）9月 - 伊予鉄観光社を分離。
- 1973年（昭和48年）8月 - 本社を愛媛県松山市高岡町342へ新築移転、現在に至る。
- 1976年（昭和51年）3月 - 1975年（昭和50年）度の普通トラック登録台数にて、初の県内トップシェアを達成。
- 2019年（令和元年）12月11日 - 本社をリニューアルオープン[2][3]。